# Sabbathday Lake Shaker Village

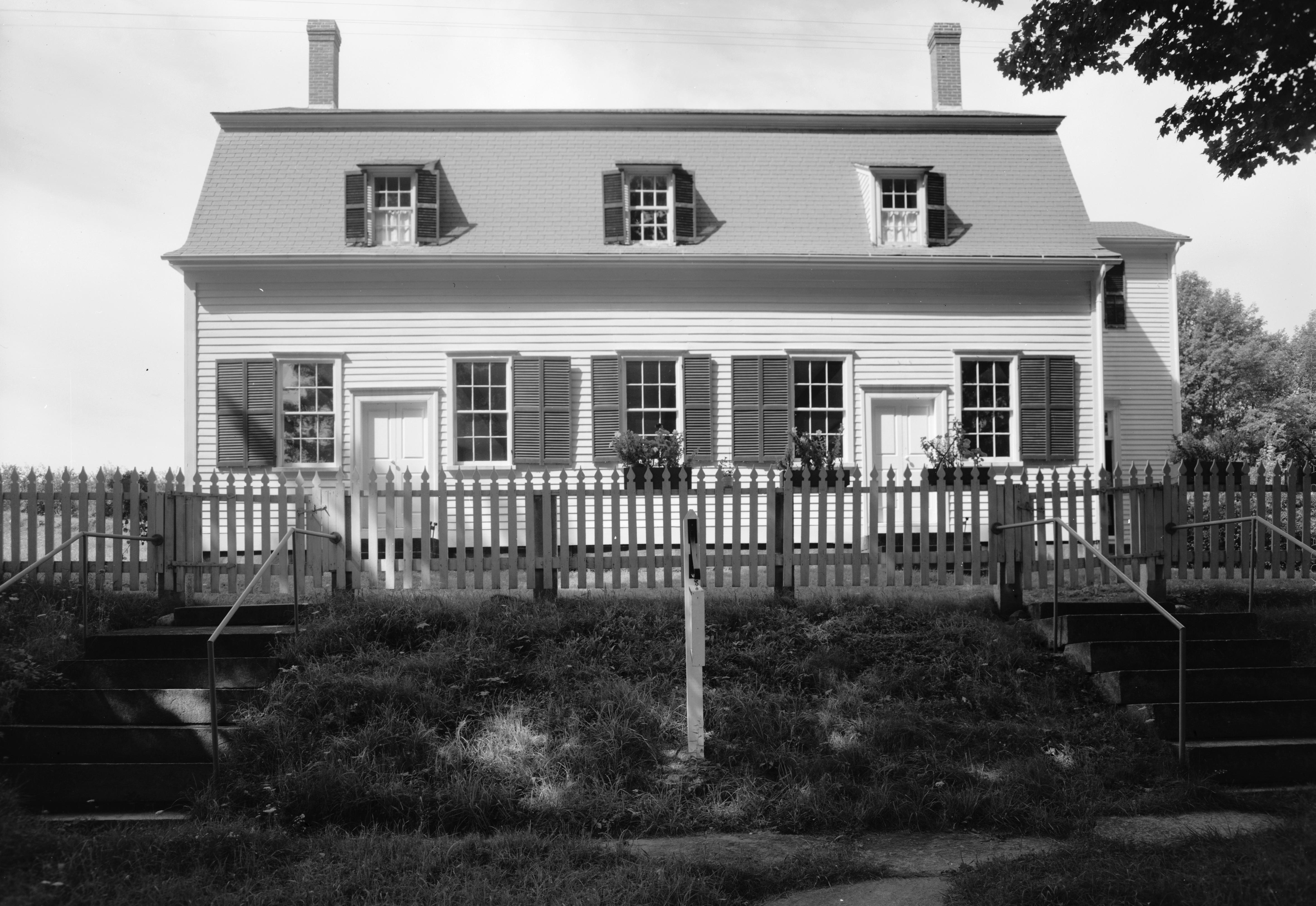
Community Meetinghouse (1962)

Sabbathday Lake Shaker Village ist eine Shaker-Gemeinde in der Nähe von New Gloucester und Poland, Maine in den Vereinigten Staaten. Es ist die letzte aktive Gemeinschaft der Shaker, 2024 gab es noch zwei aktive Mitglieder. Die Gemeinde wurde 1782, 1783 oder 1793 auf dem Höhepunkt der Shakerbewegung in den Vereinigten Staaten gegründet. Das Versammlungshaus am Sabbathday Lake wurde 1794 erbaut. Das gesamte Anwesen wurde 1974 zu einem National Historic Landmark erklärt.

## Geschichte

### Die Shaker
Die Shaker waren ursprünglich in England beheimatet, im Haus ihrer Gründerin Ann Lee. Sie entwickelten sich aus den Quäkern, deren Ursprünge ins 17. Jahrhundert zurückreichen. Beide Glaubensgemeinschaften glaubten daran, dass jeder Gott in sich selbst finden könne, ohne Geistliche oder Rituale, doch die Shaker waren gefühlsbetonter und deutlicher im Ausdruck ihres Glaubens. Die Shaker glaubten auch, dass ihr Leben dem Streben nach Perfektion und dem ständigen Bekennen ihrer Sünden sowie den Versuchen gewidmet sein solle, diese Sünden zu beenden.
Die Shaker wanderten 1774 auf der Suche nach Religionsfreiheit in die Dreizehn Kolonien aus, wo sie 19 gemeinschaftliche Siedlungen gründeten, die während des folgenden Jahrhunderts zusammen rund 20.000 Konvertierten Heimat boten. Die erste Shakersiedlung entstand mit der Mount Lebanon Shaker Society in New Lebanon, New York. Die 18 anderen Gemeinden entstanden in Maine, New Hampshire, Massachusetts, Connecticut, New York, Kentucky, Ohio, Indiana, Georgia und Florida. Da sie zölibatär lebten, waren die Shaker darauf angewiesen, ihre Gemeinschaft durch Konvertiten und Adoption von Waisenkindern zu vergrößern; ihre größte Zahl erreichten sie mit etwa 6000 Mitgliedern um 1840.

### Sabbathday Lake
Die Shakersiedlung am Sabbathday Lake wurde entweder 1782, 1783 oder 1793 von einer Gruppe missionarischer Shaker auf Land begründet, das damals Teil von Thompson’s Pond Plantation war. In weniger als einem Jahr wuchs die Zahl der Gemeindemitglieder auf mehr als zweihundert. Mit seiner Lage im Cumberland County, Maine, war es die nördlichste und östlichste alle Shakersiedlungen. Die Siedlung am Sabbathday Lake umfasste 1850 rund 1900 Acre (rund 760 Hektar) mit 26 größeren Gebäuden auf dem Gelände, einschließlich des Versammlungshauses. Ein großes Gemeinschaftshaus wurde 1883 oder 1884 erbaut. Die Shaker strebten danach, vollständig selbstversorgend zu sein. Sie bauten eine Mühle und erzeugten landwirtschaftliche Erzeugnisse, die sie an die Außenwelt verkauften. 1823 gab es rund 150 Shaker am Sabbathday Lake. Die Zahl ging über die Jahre zurück, 1974 gab es nur noch neun Shaker in der Community, 2006 noch vier, 2009 noch drei aktive Shaker, 2017 noch zwei Mitglieder, obwohl die Mitgliedschaft offensteht. Gelegentlich schnuppern „Novizen“ in das Leben der Glaubensgemeinschaft hinein.

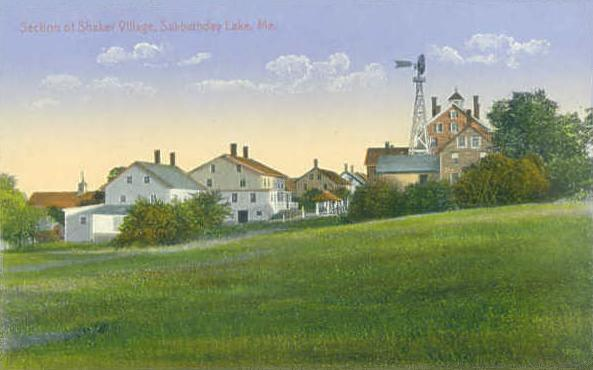
Postkartenansicht aus den 1920er Jahren

Im Jahr 2006 gab es im Sabbathday Lake Shaker Village 14 noch funktionstüchtige Gebäude, darunter das Central Dwelling House, in dem sich die Shaker Sisters befinden. Dort befindet sich auch ein Musizierzimmer, die Kapelle, Gemeinschaftsküche und der Speisesaal. Die Gemeinde hält sonntags Gottesdienste in dem 1794 erbauten Versammlungshaus ab. Andere Gebäude mit historischer Bedeutung sind die Shaker Library, der Cart and Carriage Shed, Ox Barn, The Girl’s Shop, Herb House, Brooder House, Wood House, eine Garage, die 1910 gebaut wurde, um das erste Automobil der Gemeinde unterzustellen, ein Stall, Summer House und das Waschhaus. Das Dorf, das jährlich bis zu 10.000 Besucher anzieht, ist seit 1931 öffentlich zugänglich – damals wurden Shaker Museum und Shaker Library eingerichtet.
Dieses Museum ist das größte Repositorium der Shaker-Kultur in Maine. Hier werden Shaker-Möbel, Holzwaren, Metallwaren, technische Gerätschaften und Werkzeuge, Kleidung und Textilien sowie medizinische Gegenstände aus dem täglichen Leben der Shaker gezeigt, zusammen etwa 13.000 Ausstellungsgegenstände. Die Sammlung geht auf alle jemals existenten Shakersiedlungen ein, doch liegt der Schwerpunkt auf dem Vermächtnis der Shakergemeinden Maines: in Sabbathday Lake, Poland Hill, Gorham und Alfred.
Sabbathday Lake Shaker Village erhielt am 30. Mai 1974 den Status einer National Historic Landmark. Am 13. September des gleichen Jahres folgte die Aufnahme als Historic District in das National Register of Historic Places.

## Gegenwart und Zukunft

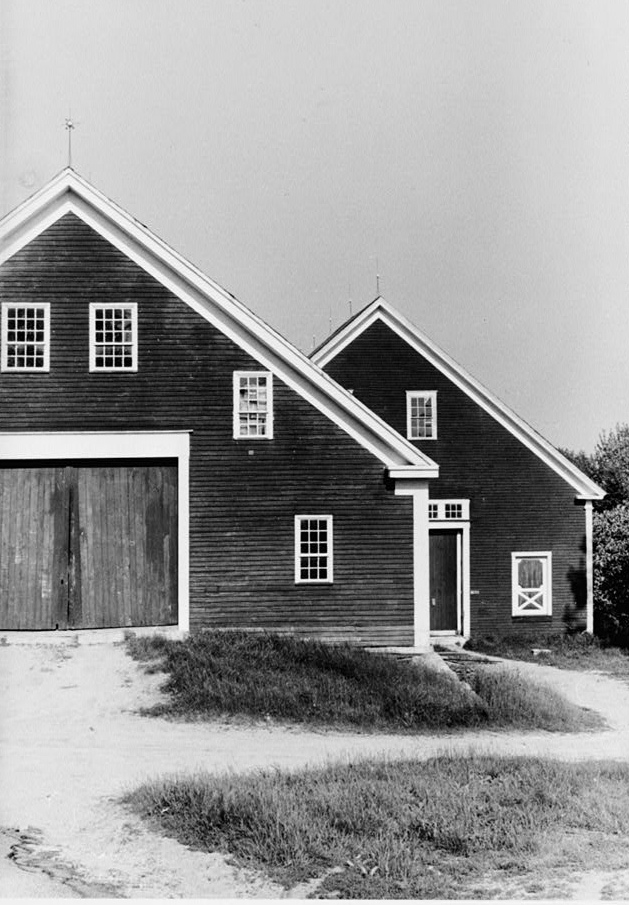
Scheunen in der Sabbathday Lake Village

Die Tatsache, dass die Shaker im Zölibat leben, schafft die größten Probleme für die Zukunft der Glaubensgemeinschaft. Die meisten möglichen Neumitglieder werden dadurch abgehalten. Neue Mitglieder können nicht geboren werden, sondern müssen von außerhalb kommen. Die Mitglieder der Glaubensgemeinschaft haben deswegen Vorsorge getroffen, dass das Sabbathday Lake Shaker Village weitgehend unverändert bleibt, wenn das letzte Mitglied gestorben ist.
Zu den 1643 Acre (rund 650 Hektar) Land, das die Shaker im Cumberland County und im angrenzenden Androscoggin County besitzen, gehören der Sabbathday Lake mit einer Fläche von 340 Acre (rund 135 Hektar) und einer unbebauten Uferlinie von 1500 m, einschließlich eines der Öffentlichkeit zugänglichen Badestrandes. Shakerdörfer, die aufgegeben werden mussten, wurden in Baugebiete oder Gefängnisse umgewandelt. Um diese Situation am Sabbathday Lake zu verhindern, haben die Shaker 2001 vorbeugende Maßnahmen getroffen.

## Belege
1. ↑  https://www.nytimes.com/2024/09/05/magazine/shakers-utopia.html
2. ↑  Sabbathday Lake Shaker Village. In: National Historic Landmark summary listing. National Park Service, abgerufen am 4. Februar 2017.
3. 1 2 3 4  Carol Ann Poh and Robert C. Post: National Register of Historic Places Inventory-Nomination: Shaker Village / United Society of Believers. (PDF, 32 kB) National Park Service, 7. Januar 1974, abgerufen am 4. Februar 2017 (englisch). Und: Accompanying 10 photos, exteriors and interiors, from 1969 and 1973 (PDF; 32 kB).
4. ↑  Clarke Garrett: Origins of the Shakers: From the New World to the Old World. Johns Hopkins University Press, Baltimore 1987 (englisch).
5. 1 2  History of the United Society of Shakers. The United Society of Shakers, abgerufen am 26. August 2010 (englisch).
6. ↑  Thomas Hauffe: Design: An Illustrated Historical Overview. DuMont Buchverlag, Köln 1995.
7. 1 2 3 4  Sabbathday Lake Shaker Village. National Park Service, abgerufen am 26. August 2010 (englisch).
8. 1 2 3 4 5 6 7 8 9  Chase, Stacey: The Last Ones Standing. The Boston Globe, 23. Juli 2006, abgerufen am 28. August 2010 (englisch).
9. ↑  Ouimet, Leanne: Jeannine Lauber: Exploring the Modern Day Shakers. The Independent, 8. Dezember 2009, archiviert vom Original am 23. Februar 2012; abgerufen am 26. August 2010 (englisch).
10. ↑  Richard Gonzales: One Of The Last Shakers Dies, NPR, 3. Januar 2017; abgerufen am 4. Februar 2017.
11. 1 2  The Shaker Village at Sabbathday Lake. The United Society of Shakers, abgerufen am 26. August 2010.
12. ↑  Listing of National Historic Landmarks by State: Maine. National Park Service, abgerufen am 4. August 2019.
13. ↑  Eintrag im National Register Information System. National Park Service, abgerufen am 13. Juni 2016